# Ophtalmie

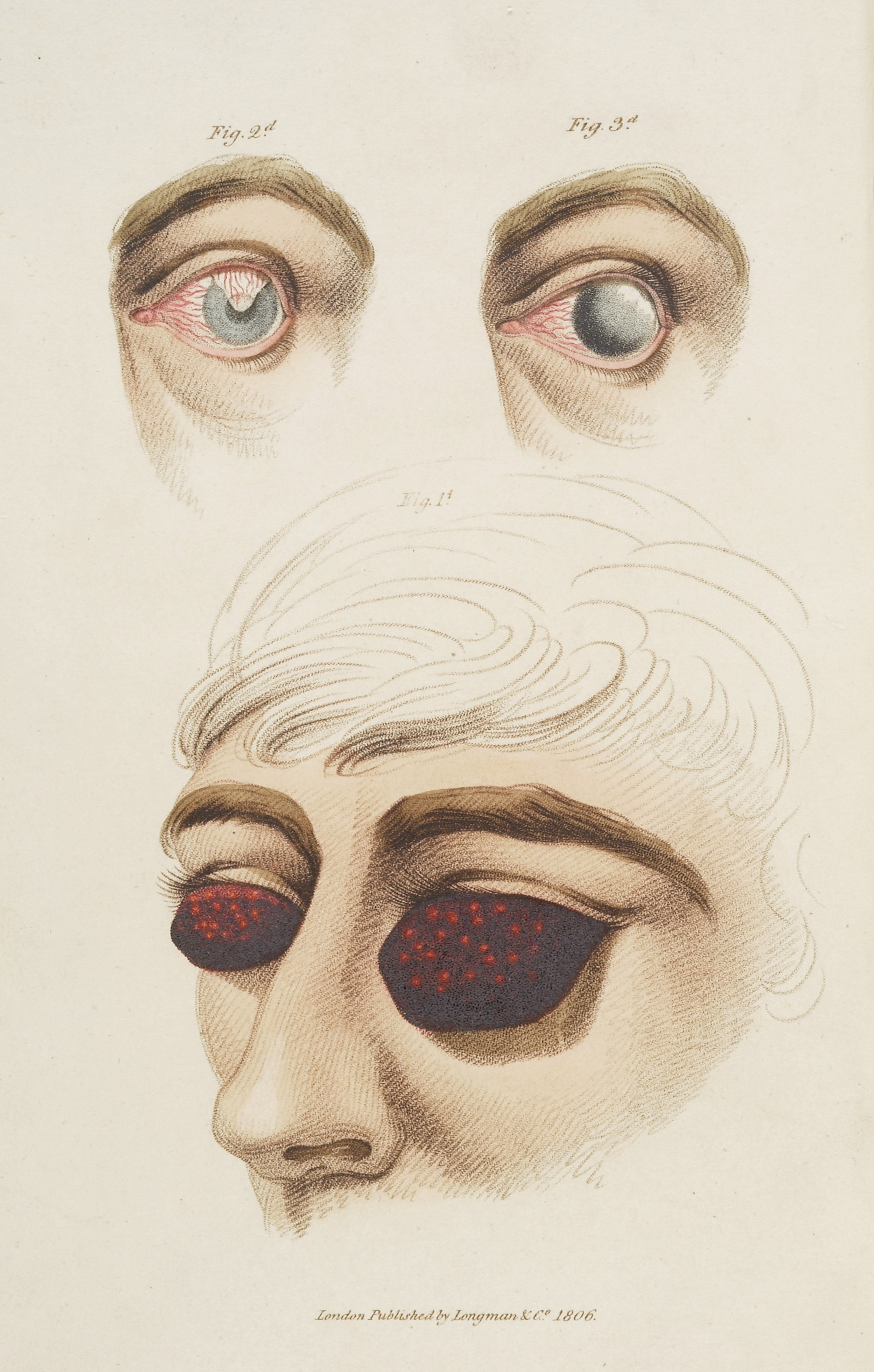
Diagramme de l’ophtalmie.

L'ophtalmie est le nom générique des affections inflammatoires de l'œil, parfois utilisé comme synonyme de conjonctivite.

## Classification
La classification repose sur l'anatomie de l'œil.
Surface oculaire :
- Conjonctivite, la plus fréquente, souvent forme de début des autres atteintes.
- Kératite, inflammation de la cornée.
- Photokératite, ou « ophtalmie des neiges ».
- Sclérite et épisclérite, inflammations de la sclérotique.

Profondeur oculaire :
- Uvéite, inflammation intraoculaire : iridocyclite ou uvéite antérieure, uvéite postérieure, panuvéite (du segment antérieur au pole postérieur).
- Hyalite, inflammation du corps vitré.
- Rétinite, inflammation de la rétine, et choriorétinite, rétinite étendue à la choroïde sous-jacente.
- Papillite, inflammation de la papille optique.
- Panophtalmie ou panophtalmite, inflammation suppurative de l'œil en entier.

Annexes :
- Blépharite, inflammation du bord libre des paupières.
- Orgelet, infection centrée sur un cil.
- Chalazion, inflammation d'une glande sébacée.

Ces termes peuvent se combiner selon les atteintes, comme kératoconjonctivite ou blépharoconjonctivite.

## Clinique
Les manifestations des atteintes inflammatoires de l'œil sont hétérogènes. L'examen clinique simple comporte la présence ou l'absence de rougeur oculaire, de douleur, de baisse de l'acuité visuelle, ce qui donne des éléments d'orientations (diagnostic et cause).
Seul l'examen spécialisé au biomicroscope ou lampe à fente permet de préciser les caractéristiques exactes de l'inflammation.
La gravité est variable, de la conjonctivite simple isolée, généralement bénigne, jusqu'aux uvéites sévères, responsables de 10 % des cécités légales (en France, acuité visuelle inférieure à 1/20 après correction) dans les pays industrialisés. 

## Causes
L'inflammation oculaire peut être isolée (infection locale) ou liée à une maladie générale (le plus souvent immunologique, ou encore génétique). Les deux mécanismes, infectieux et immunologiques, peuvent être liés : l'agent infectieux n'agit pas directement mais en déclenchant des mécanismes immunitaires, certains spécifiques aux tissus oculaires.